# Théus
Théus é uma comuna francesa na região administrativa da Provença-Alpes-Costa Azul, no departamento de Altos-Alpes. Estende-se por uma área de 16,71 km². Em 2010 a comuna tinha 211 habitantes (densidade: 12,6 hab./km²).